# Lagunillas (centro de esquí)
Lagunillas es un centro de esquí ubicado en la comuna de San José de Maipo, provincia de Cordillera, en la Región Metropolitana de Santiago, Chile.  
Se ubica en la cordillera de los Andes, a 2137 m, a una distancia de 63 km de Santiago de Chile y a 17 km de San José de Maipo.
Lagunillas cuenta con 200 hectáreas de dominio esquiable, 13 pistas y 305 metros de desnivel. El fuerte del centro es el esquí fuera de pista, además de poder practicar snowboard y randoneé.